# Karl Schriefl
Karl Schriefl (* 1803; † 2. November 1870 in Klagenfurt) war ein österreichischer Gutsbesitzer und Politiker.

## Leben
Schriefl war der Sohn des Herrschaftsbesitzers Joseph Schriefl und dessen Ehefrau Clara geborene von Emperger. Er war römisch-katholischer Konfession und heiratete Helene Amalia Perisutty. Aus der Ehe gingen mindestens zwei Söhne und eine Tochter hervor.
Er war Aktuar des Ständischen Bauzahlamtes und Spitalsverwalter. Daneben war er Grundbesitzer in Klagenfurt. Am 12. Mai 1851 wurde er zum Notar in Klagenfurt ernannt und blieb bis 1854 in diesem Amt.
1848 war er Gardist der Klagenfurter Nationalgarde. Vom 17. Juli 1848 bis zum 4. März 1849 war er Abgeordneter im Provisorischen Kärntner Landtag. Am 6. September 1848 wurde er Mitglied des provisorischen Landtagsausschusses.